# Goljad

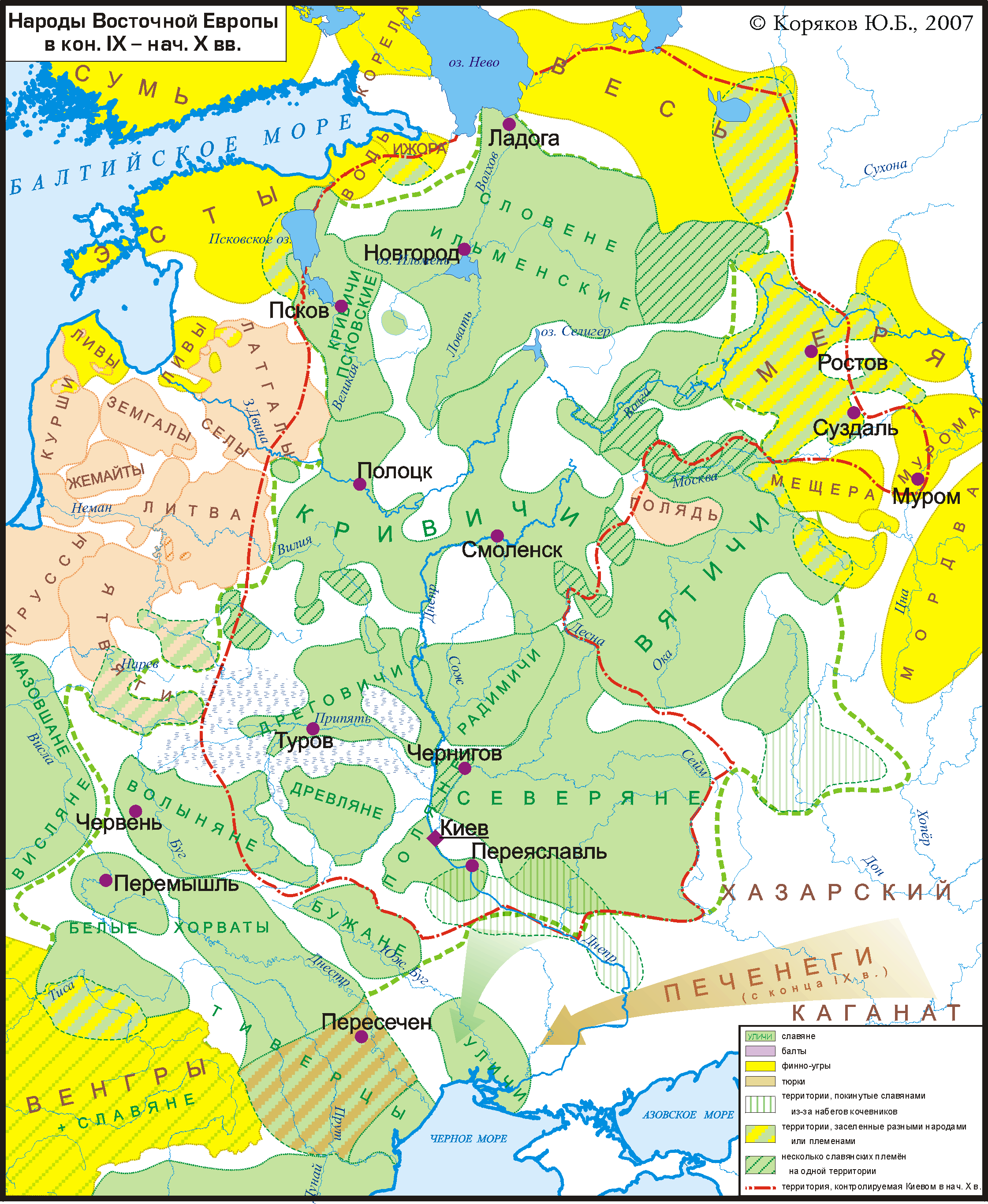
Karte der Siedlungsgebiete slawischer (grün), finno-ugrischer (gelb) und baltischer Stammesverbände (altrosa) im 10. Jahrhundert: im Westen die ostseebaltischen Stämme und im Osten die Goljad, südlich der Moskwa. Karte des Linguarium-Projektes der Lomonossow-Universität

Die Goljad oder östliche Galinder (russisch Го́лядь, englisch Eastern Galindians) waren ein höchstwahrscheinlich baltischer Stamm im Gebiet um Moskau in Russland.
Sie wären damit der östlichste bekannte baltische Stamm überhaupt und auch die östlichste und am längsten überlieferte Gruppe der sogenannten Dnepr-Balten, die bis ins 15. Jahrhundert slawisiert wurden.

## Verbreitungsgebiet
Nach der schriftlichen Überlieferung und Orts- und einem Flussnamen lag das Siedlungsgebiet der Goljad an der Protwa bei Moskau, einem längeren Nebenfluss der Oka und reichte bis an die Oka und in die Nähe der beidseits benachbarten längeren Oka-Nebenflüsse Ugra und Moskwa.
Nach den Goljad selbst sind benannt:
- Goljadanka, Nebenfluss der Moskwa im Stadtgebiet von Moskau (historische Bezeichnung)
- Goljadi, Dorf im Dmitrowskij rajon in der Oblast Moskau
- Goljadi, Dorf im Klinskij rajon in der Oblast Moskau
- Goljashe, Dorf bei Brjansk,(historische Bezeichnung),  heute Otradnoe in der Oblast Moskau

Daneben existieren zahlreiche weitere Hydronyme (Gewässernamen) in der Region, deren ursprüngliche Bedeutung sich nach Forschungen seit den 1970er Jahren nur mit den baltischen Sprachen erklären lassen, darunter ostbaltische Namen, rund um die Oka aber auch zunehmend Wortstämme des westbaltischen Sprachzweiges. Sedow und einige andere Archäologen vertreten die Hypothese, dass die Namen des westbaltischen Zweiges im 1. Jahrhundert n. Chr. mit der Migration von Trägern der Sarubinzy-Kultur in die nördlichere, eventuell ostbaltische Dnepr-Dwina-Kultur kamen.

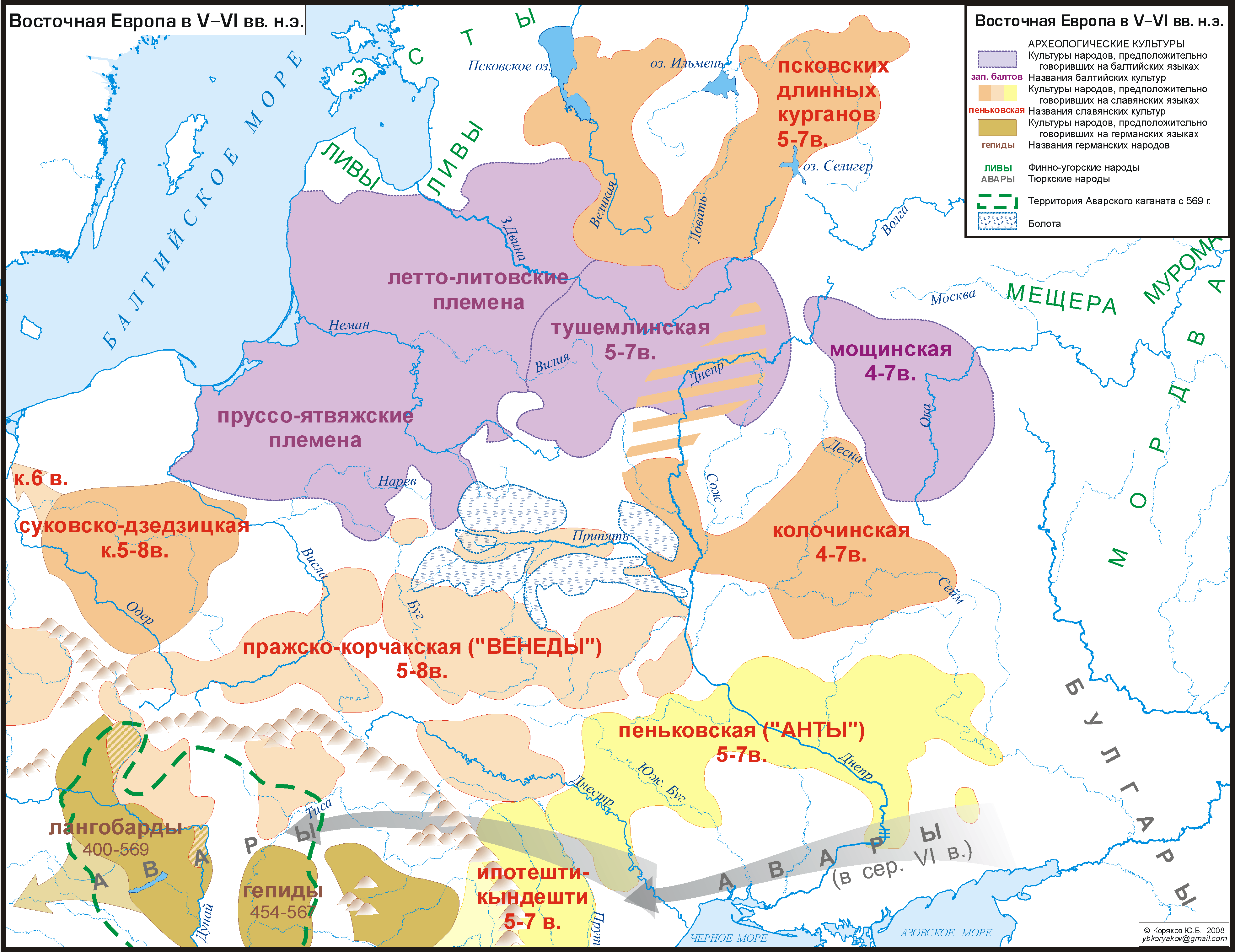
Verbreitungsgebiete höchstwahrscheinlich baltischer Kulturen (violett) mit der Moschtschiny-Kultur im Osten, slawischer Kulturen (gelb bis braun) und ostgermanischer Rest-Stammesverbände (grünbraun) in Osteuropa im 5.–6. Jahrhundert. Karte des Linguarium-Projektes

In diesem Gebiet finden sich Spuren der baltischen archäologischen Moschtschiny-Kultur aus dem 4. bis 7. Jahrhundert, die Einflüsse aus der Sarubinzy- und Dnepr-Dwina-Kultur vereint. Ein Zusammenhang mit dem Stamm der Goljad wird von russischen  Archäologen angenommen. Diese Kultur erstreckte sich auch in die Oblast Kaluga und Smolensk. Insgesamt lässt sich in der Region eine archäologische Kontinuität von vorchristlicher Zeit bis ins Mittelalter beobachten.
Benachbarte Stämme waren im 10. Jahrhundert die ostslawischen Stämme der Wjatitschen und Kriwitschen, die ebenfalls baltische Einflüsse aufweisen, weil sie die baltische Vorbevölkerung in ihre Stammesverbände aufnahmen und allmählich assimilierten. Zu übernommenen Einflüssen gehörte eine charakteristische Keramik, oder die Bestattung im Kurgan (Grabhügel), die die ältere slawische Brandbestattung ersetzte.

## Name
Der altrussische Name war Golend, davon leitete sich das russische Goljad ab, (aus altrussisch -en wird russisch -ja). Deshalb werden sie häufig mit den seit dem 2. Jahrhundert erwähnten prußisch-westbaltischen Teilstamm der Galinder in der historischen Region Galinden im Süden des späteren Ostpreußen, der späteren Region Masuren in Zusammenhang gebracht. Ältere Hypothesen, dass sie eine abgewanderte oder kriegsgefangene Gruppe preußischer Galinder sein könnten, werden aufgrund der archäologischen Kontinuität heute nicht mehr vertreten. So praktizierten die Goljad, wie auch ihre Vorgängerkulturen die Körperbestattung in Kurganen, die prußischen Stämme dagegen von vorchristlicher Zeit bis zur endgültigen Etablierung des Christentums im 12. Jahrhundert die Brandbestattung mit anschließender Urnenbeisetzung in Hügelgräbern. Der faktisch identische Name kommt wahrscheinlich aus dem Rückgriff auf gemeinsames altbaltisches Namensgut. Der altbaltische Wortstamm *galind könnte „Tiefe“ oder „Ende“ bedeuten, der Stammesname meint in beiden Fällen also eventuell „die in der Tiefe / am Ende / am Rand Lebenden“.

## Geschichte
Bereits Jordanes erwähnte im 6. Jahrhundert in der Region einen Stamm mit dem baltischen Namen Coldas.
Erstmals werden die Goljad für das Jahr 1058 erwähnt, als der Großfürst der Kiewer Rus, Isjaslaw I. in der Nähe von Smolensk die Goljad besiegte. 1147 erobert der Fürst von Tschernigow Swjatoslaw Olgowitsch deren Gebiet. Aus dem Jahr 1248 sind zwei Feldzüge des Moskauer Fürsten Michail Jaroslawowitsch Chorobrit gegen die „Litauer an der Protwa“ überliefert. Weil die wirklichen Litauer im 13. Jahrhundert aber noch keine expansive Tendenzen bis in die Protwa-Region zeigten, wird manchmal angenommen, dass damit die baltischen Goljad gemeint waren, die in der Umgebung der Protwa lebten.
Im 15. Jahrhundert sind die Goljad überliefert. Noch im 19. Jahrhundert bezeichneten sich russischsprachige Landbewohner der Region selbst als „Goljad“ und einige natürliche Plätze werden in der volkstümlichen Erzählung mit den „alten Goljad“ verbunden.
Ebenfalls in der Region Moskau, etwa 200 km weiter östlich, begannen die Siedlungsgebiete der seit der Antike nachweisbaren finno-ugrischen Stammesverbände der Meschtscheren, Merja und Muroma, die bis ins Spätmittelalter ebenfalls allmählich die russische Sprache übernahmen.